# Molophilus appendiculatus
Molophilus appendiculatus är en tvåvingeart som först beskrevs av Rasmus Carl Staeger 1840.  Molophilus appendiculatus ingår i släktet Molophilus och familjen småharkrankar. Arten är reproducerande i Sverige. Inga underarter finns listade i Catalogue of Life.